# Gorgonine
La gorgonine est une protéine complexe qui constitue le squelette du sous-ordre des holaxonia: les gorgones. Il contient fréquemment des quantités appréciables de brome, d'iode, et la tyrosine.

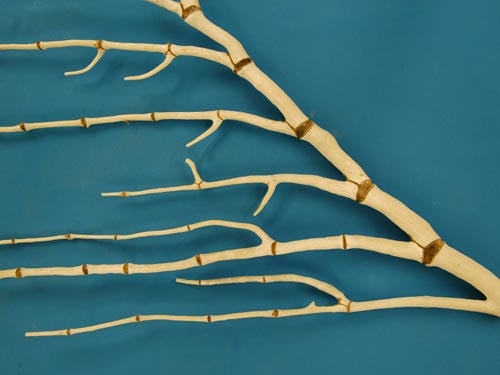
squelette d'Isidella sp constitué de jonctions en gorgonine entre les branches calcaires

## Utilisation scientifique
La recherche a montré que les mesures de la gorgonine et de calcite au sein des espèces des gorgones peuvent être utiles dans la paléoclimatologie et la paléo-océanographie. Les études de la croissance, la composition et la structure du squelette de certaines espèces de gorgones, (par exemple, resedaeformis Primnoa, et Plexaurella dichotoma) peuvent être fortement corrélées avec les variations saisonnières et climatiques.